# ماري لو روبنسون
ماري لو روبنسون (بالإنجليزية: Mary Lou Robinson)‏ هي قاضية ومحامية أمريكية، ولدت في 26 أغسطس 1926 في دودج سيتي في الولايات المتحدة، وتوفيت في 26 يناير 2019.